# Nangra nangra
Nangra nangra är en fiskart som först beskrevs av Hamilton 1822.  Nangra nangra ingår i släktet Nangra och familjen Sisoridae. IUCN kategoriserar arten globalt som livskraftig. Inga underarter finns listade i Catalogue of Life.